# Ветерсфілд (Вермонт)
Ветерсфілд (англ. Weathersfield) — місто (англ. town) в США, в окрузі Віндзор штату Вермонт. Населення — 2842 особи (2020).

## Демографія
Згідно з переписом 2010 року, у місті мешкало 2825 осіб у 1253 домогосподарствах у складі 841 родини. Було 1427 помешкань
Расовий склад населення:
| - 97,9 % — білих - 0,4 % — азіатів - 0,2 % — корінних американців - 0,2 % — чорних або афроамериканців |

До двох чи більше рас належало 1,1 %. Частка іспаномовних становила 1,1 % від усіх жителів.
За віковим діапазоном населення розподілялося таким чином: 17,1 % — особи молодші 18 років, 62,1 % — особи у віці 18—64 років, 20,8 % — особи у віці 65 років та старші. Медіана віку мешканця становила 49,0 року. На 100 осіб жіночої статі у місті припадало 104,1 чоловіків;  на 100 жінок у віці від 18 років та старших — 102,7 чоловіків також старших 18 років.
Середній дохід на одне домашнє господарство  становив 74 244 долари США (медіана — 60 781), а середній дохід на одну сім'ю — 85 729 доларів (медіана — 73 088). Медіана доходів становила 52 326 доларів для чоловіків та 45 469 доларів для жінок. За межею бідності перебувало 4,6 % осіб, у тому числі 3,8 % дітей у віці до 18 років та 0,0 % осіб у віці 65 років та старших.
Цивільне працевлаштоване населення становило 1368 осіб. Основні галузі зайнятості: освіта, охорона здоров'я та соціальна допомога — 28,5 %, будівництво — 13,5 %, роздрібна торгівля — 11,3 %, науковці, спеціалісти, менеджери — 10,8 %.